# SMS Westfalen
O SMS Westfalen foi um couraçado operado pela Marinha Imperial Alemã e a segunda embarcação da Classe Nassau, depois do SMS Nassau e seguido pelo SMS Rheinland e SMS Posen. Sua construção começou em agosto de 1907 nos estaleiros da AG Weser e foi lançado ao mar em julho de 1908, sendo comissionado em novembro do ano seguinte. Era armado com uma bateria principal composta por doze canhões de 283 milímetros em seis torres de artilharia duplas, tinha um deslocamento de 21 mil toneladas e alcançava uma velocidade máxima de dezenove nós.
O Wesfalen lutou na Primeira Guerra Mundial a partir de 1914, operando tanto no Mar do Norte quanto no Mar Báltico e participando de várias surtidas e ações da Frota de Alto-Mar. Ele deu suporte em agosto de 1915 para forças alemãs durante a Batalha do Golfo de Riga. Em meados do ano seguinte participou da Batalha da Jutlândia, liderando a formação alemã durante boa parte da batalha e envolvendo-se em um confronto noturno contra vários contratorpedeiros britânicos. Alguns meses depois em agosto foi danificado depois de ser torpedeado por um submarino.
O navio pouco fez pelos dois anos restantes da guerra depois disso, porém foi enviado de volta para o Mar Báltico em meados de 1918 com o objetivo de dar apoio à guarda branca durante a Guerra Civil Finlandesa. A Alemanha foi derrotada no final do ano e o Westfalen inicialmente permaneceu em casa enquanto o maior parte da Frota de Alto-Mar foi internada em Scapa Flow. Estes navios foram deliberadamente afundados em 1919, assim o Westfalen foi entregue aos Aliados em 1920 como compensação pelos navios perdidos. Foi desmontado no Reino Unido em 1924.

## Características
O trabalho de design na Classe Nassau começou no final de 1903 no contexto da corrida armamentista naval anglo-germânica; na época, os couraçados de marinhas estrangeiras começaram a transportar baterias secundárias cada vez mais pesadas, incluindo navios italianos e americanos com armas de 203 milímetros e navios britânicos com armas de 234 milímetros, superando os anteriores couraçados da Classe Deutschland com seus secundários de 170 milímetros. Os projetistas alemães inicialmente consideraram navios equipados com  armas secundárias de 210 milímetros, mas relatos errôneos no início de 1904 de que os Lord Nelson seriam equipados com uma bateria secundária de 254 milímetros os levaram a considerar um navio ainda mais poderoso, armado com um armamento de grande porte, consistindo em oito armas de 280 milímetros. Nos dois anos seguintes, o projeto foi refinado em um navio maior com doze canhões, época em que a Grã-Bretanha lançou o encouraçado HMS Dreadnought no formato all-big-gun.
O Westfalen tinha 146,1 metros de comprimento, 26,9 metros de largura e um calado de 8,9 metros. Ele deslocava 18 873 toneladas com carga padrão e 20 535 toneladas totalmente carregadas. O projeto do navio manteve motores de expansão tripla de 3 eixos em vez dos motores de turbina mais avançados. O vapor era fornecido aos motores por doze caldeiras aquatubulares movidas a carvão, com a adição, em 1915, de queima suplementar de óleo. Este maquinário foi escolhido a pedido do almirante Alfred von Tirpitz e do departamento de construção da Marinha. O departamento afirmou em 1905 que o "uso de turbinas em couraçados não é recomendado." Esta decisão baseou-se apenas no custo: na altura, a Parsons detinha o monopólio das turbinas a vapor e exigia uma taxa de royalties de 1 milhão de marcos de ouro por cada motor de turbina. As empresas alemãs não estavam prontas para iniciar a produção de turbinas em grande escala até 1910.
O Westfalen possuía uma bateria principal de 12 canhões SK L/45 de 280 milímetros em uma configuração hexagonal incomum. Seu armamento secundário consistia em doze canhões SK L/45 de 150 milímetros e dezesseis canhões SK L/45 de 88 milímetros, todos montados em casamatas. O navio também estava armado com seis tubos de torpedo submersos de 450 milímetros. Um tubo foi montado na proa, outro na popa e dois em cada lateral, em cada extremidade da antepara antitorpedo. A blindagem do cinto do navio tinha 270 milímetros de espessura na cidadela central, e o convés blindado tinha 80 milímetros de espessura. As torres da bateria principal tinham laterais de 280 milímetros de espessura, e a torre de comando era protegida com 400 milímetros de blindagem.

## Histórico de serviço
A Marinha Imperial Alemã ordenou o Westfalen sob o nome provisório Ersatz Sachsen como um substituto para o SMS Sachsen, o navio líder dos antigos ironclads da Classe Sachsen. O Reichstag aprovou e forneceu secretamente fundos para o Nassau e o Westfalen no final de março de 1906, mas a construção do Westfalen foi adiada enquanto armas e blindagens eram adquiridas. Ele foi batido em 12 de agosto de 1907 no estaleiro AG Weser em Bremen. Tal como aconteceu com o sua irmão Nassau, a construção decorreu de forma rápida e secreta; destacamentos de soldados guardavam tanto o estaleiro como os principais empreiteiros que forneciam materiais de construção, como a Krupp. O navio foi lançado em 1º de julho de 1908, passou por um equipamento inicial e, em meados de setembro de 1909, foi transferido para Kiel por uma tripulação composta por trabalhadores do estaleiro para um equipamento final. Entretanto, o nível da água no Rio Weser estava baixo nesta época do ano, então seis pontões tiveram que ser acoplados ao navio para reduzir seu calado. Mesmo assim, foram necessárias duas tentativas até que o navio saísse do rio.

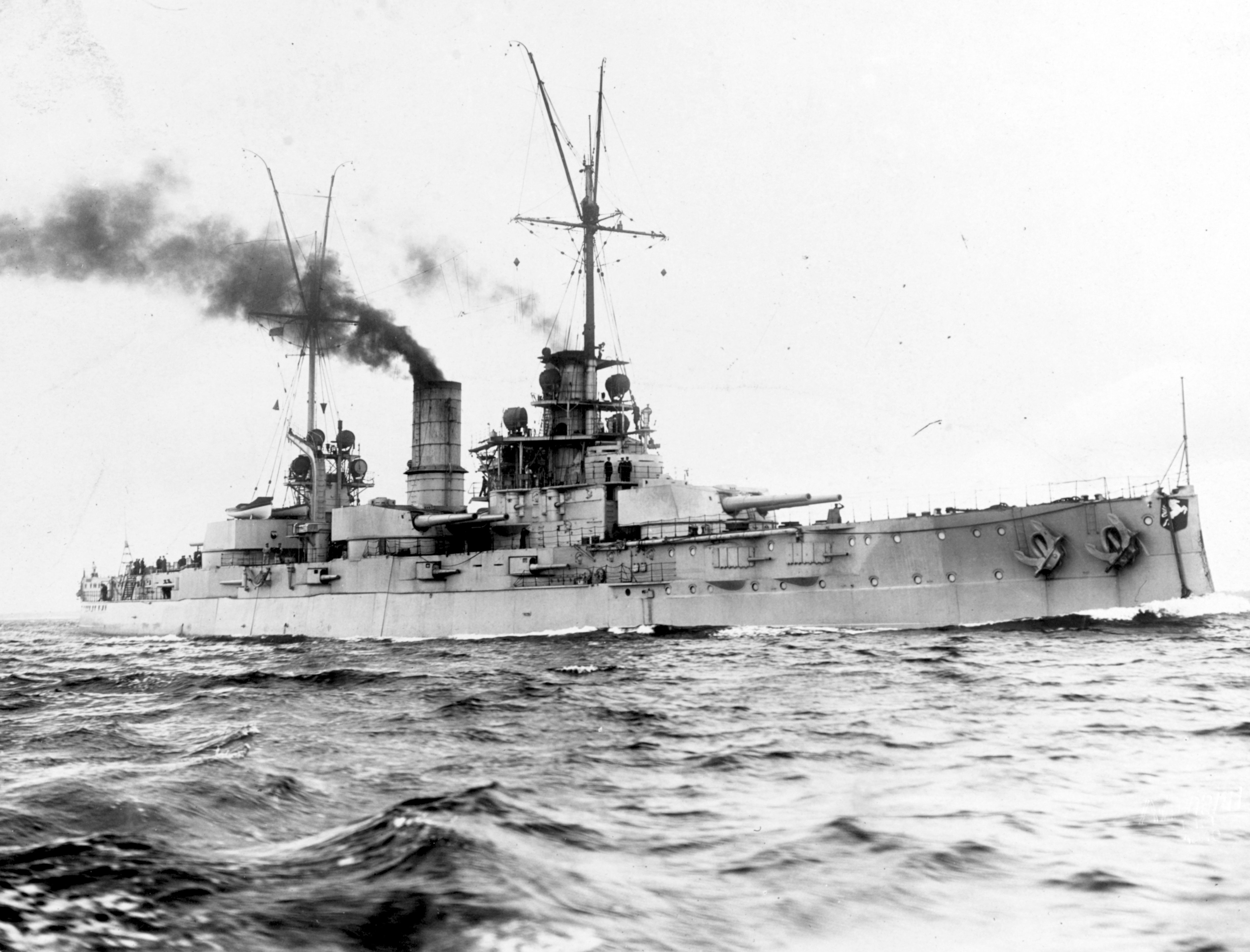
SMS Westfalen logo após a conclusão, por volta de 1910

Em 16 de outubro de 1909, antes de ser comissionado na frota, o Westfalen junto com seu irmão Nassau participou de uma cerimônia de inauguração da nova terceira entrada no Estaleiro Naval de Wilhelmshaven. Exatamente um mês depois, o Westfalen foi comissionado para testes no mar, que foram interrompidos apenas por exercícios de treinamento da frota em fevereiro de 1910. Após a conclusão dos testes em 3 de maio, o navio foi adicionado ao I Esquadrão de Batalha da Frota de Alto Mar; dois dias depois, tornou-se o navio-almirante do esquadrão, substituindo o encouraçado pré-dreadnought SMS Hannover. A Marinha pretendia transferir o navio para o II Esquadrão de Batalha, mas esse plano foi descartado após a eclosão da Primeira Guerra Mundial em julho de 1914.

### Primeira Guerra Mundial
O Westfalen participou da maioria dos avanços da frota no Mar do Norte durante a guerra. A primeira operação foi conduzida principalmente pelos cruzadores de batalha do contra-almirante Franz von Hipper; os navios bombardearam as cidades costeiras inglesas de Scarborough, Hartlepool e Whitby de 15 a 16 de dezembro de 1914. Uma frota de batalha alemã de 12 dreadnoughts, incluindo o Westfalen, seus três irmãos e oito pré-dreadnoughts navegou em apoio aos cruzadores de batalha. Na noite de 15 de dezembro, chegaram a 19 quilômetros de um esquadrão isolado de seis couraçados britânicos. No entanto, marcações entre as telas de contratorpedeiros rivais na escuridão convenceram o comandante da frota alemã, almirante Friedrich von Ingenohl, de que toda a Grande Frota estava posicionada diante dele. Sob as ordens do Kaiser Guilherme II, Ingenohl rompeu o combate e voltou a frota de batalha para a Alemanha. Em meados de março de 1915 o navio entrou em doca seca para manutenção periódica.

#### Batalha do Golfo de Riga
Em agosto de 1915, a frota alemã tentou limpar o Golfo de Riga, controlado pela Rússia, para ajudar o exército alemão, que planejava um ataque à própria Riga. Para isso, os planejadores alemães pretendiam expulsar ou destruir as forças navais russas no Golfo, que incluíam o encouraçado pré-dreadnought Slava e uma série de canhoneiras e contratorpedeiros menores. A frota de batalha alemã foi acompanhada por vários caça-minas, encarregados primeiro de limpar os campos minados russos e depois de instalar uma série de seus próprios campos minados na entrada norte do Golfo para impedir que reforços navais russos chegassem à área. A frota alemã reunida incluía o Westfalen e seus três navios irmãos, os quatro couraçados da Classe Helgoland, os cruzadores de batalha Von der Tann, Moltke e Seydlitz, e vários pré-dreadnoughts. A força operava sob o comando de Hipper, que já havia sido promovido a vice-almirante. Os oito couraçados serviriam para dar cobertura às forças que enfrentavam a flotilha russa. A primeira tentativa, em 8 de agosto, foi interrompida, pois demorou-se muito para limpar os campos minados russos.
Em 16 de agosto de 1915, foi feita uma segunda tentativa de entrada no Golfo: o Nassau e o Posen, quatro cruzadores leves e 31 barcos torpedeiros conseguiram romper as defesas russas. No primeiro dia do ataque, duas embarcações leves alemãs — o caça-minas T46 e o contratorpedeiro V99 — foram afundadas. No dia seguinte, o Nassau e o Posen lutaram contra o Slava, acertando-o três vezes, o que o forçou a recuar. Em 19 de agosto, os campos minados russos foram limpos e a flotilha entrou no Golfo. No entanto, relatos de submarinos aliados na área levaram os alemães a cancelar a operação no dia seguinte. O almirante Hipper comentou mais tarde que "manter navios valiosos por um tempo considerável em uma área limitada na qual os submarinos inimigos estavam cada vez mais ativos, com o risco correspondente de danos e perdas, era se entregar a uma aposta desproporcional à vantagem a ser derivada da ocupação do Golfo antes da captura de Riga pelo lado terrestre". Na verdade, o cruzador de batalha Moltke tinha sido torpedeado naquela manhã.

#### Retorno ao Mar do Norte
No final de agosto, o Westfalen e o restante da Frota de Alto Mar havia retornado aos seus ancoradouros no Mar do Norte. A próxima operação conduzida foi uma varredura no Mar do Norte em 11 e 12 de setembro, embora tenha terminado sem nenhuma ação. Outra surtida ocorreu em 23 e 24 de outubro, durante a qual a frota alemã não encontrou nenhuma força britânica. Outro avanço sem incidentes no Mar do Norte ocorreu em 21 e 22 de abril de 1916. Uma missão de bombardeio ocorreu dois dias depois; o Westfalen juntou-se ao apoio aos cruzadores de batalha de Hipper enquanto eles atacavam Yarmouth e Lowestoft em 24–25 de abril. Durante esta operação, o cruzador de batalha Seydlitz foi danificado por uma mina britânica e teve que retornar ao porto prematuramente. Devido à fraca visibilidade, a operação foi logo cancelada, não deixando tempo à frota britânica para interceptar os invasores.

#### Batalha da Jutlândia
O almirante Reinhard Scheer, que havia sucedido os almirantes von Ingenohl e Hugo von Pohl como comandante da frota, imediatamente planejou outro ataque à costa britânica. No entanto, os danos causados ao Seydlitz e problemas com condensadores em vários dos dreadnoughts do III Esquadrão de Batalha atrasaram o plano até o final de maio de 1916. A frota de batalha alemã partiu do Jade às 03h30 em 31 de maio. O Westfalen foi designado para a II Divisão do I Esquadrão de Batalha, sob o comando do Contra-Almirante W. Engelhardt. O Westfalen era o último navio da divisão, atrás de seus três irmãos. A II Divisão foi a última unidade de dreadnoughts da frota; eles foram seguidos apenas pelos antigos pré-dreadnoughts do II Esquadrão de Batalha.
Entre 17h48 e 17h52, onze encouraçados alemães, incluindo o Westfalen, engajaram e abriram fogo contra o 2º Esquadrão de Cruzadores Ligeiros Britânico, embora o alcance e a baixa visibilidade impedissem o fogo efetivo, que logo foi controlado. Às 18h05, o Westfalen começou a atirar novamente; seu alvo era um cruzador leve britânico, provavelmente o Southampton. Apesar da curta distância, cerca de 18 mil metros, o Westfalen não obteve acertos. Scheer já havia pedido velocidade máxima para perseguir os navios britânicos; o Westfalen conseguiu alcançar 20 nós (37 quilômetros por hora). Às 19h30, quando Scheer sinalizou "Vá para o oeste", a frota alemã enfrentou a Grande Frota desdobrada pela segunda vez e foi forçada a desviar. Ao fazê-lo, a ordem da linha alemã foi invertida; isso teria colocado o II Esquadrão na liderança, mas o Capitão Redlich a bordo do Westfalen observou que o II Esquadrão estava fora de posição e começou sua curva imediatamente, assumindo a posição de liderança.
Por volta das 21h20, o Westfalen e seus navios irmãos começaram a ser atacados pelos cruzadores de batalha do 3º Esquadrão de Cruzadores de Batalha; vários projéteis atingiram perto do navio e choveram estilhaços em seu convés. Pouco tempo depois, foram avistados dois rastros de torpedos que, na verdade, eram imaginários. Os navios foram então forçados a abrandar para permitir que os cruzadores de batalha do I Grupo de Reconhecimento passassem à frente. Por volta das 22h00, o Westfalen e o Rheinland observaram focos de luz não identificados na escuridão crescente. Depois de mandarem sinais com um holofote que foram ignorados, os dois navios viraram para estibordo para escapar de quaisquer torpedos que pudessem ter sido disparados. O resto do I Esquadrão de Batalha os seguiu. Durante o breve encontro, o Westfalen disparou sete projéteis de seus canhões de 280 milímetros no intervalo de cerca de dois minutos e meio. O navio assumiu novamente uma posição de liderança da frota, desta vez porque Scheer queria navios de liderança com maior proteção contra torpedos do que os pré-dreadnoughts.
Por volta das 00h30, as unidades líderes da linha alemã encontraram contratorpedeiros e cruzadores britânicos. Seguiu-se um violento tiroteio à queima-roupa; o Westfalen abriu fogo contra o contratorpedeiro HMS Tipperary com seus canhões 150 e 88 milímetros a uma distância de 1 800 metros. Sua primeira salva destruiu a ponte e o canhão do convés dianteiro do Tipperary. No espaço de cinco minutos, o Westfalen disparou 92 projéteis de 150 milímetros e 46 de 88 milímetros no Tipperary antes de completar 90  graus para estibordo para evitar quaisquer torpedos que pudessem ter sido disparados. O Nassau e vários cruzadores e contratorpedeiros se juntaram ao ataque ao Tipperary; o navio foi rapidamente transformado em um naufrágio em chamas. O contratorpedeiro, no entanto, continuou a disparar com seus canhões de popa e lançou seus dois torpedos de estibordo. Um dos contratorpedeiros britânicos atingiu o Westfalen com seus canhões de 100 milímetros, matando dois homens e ferindo oito; O capitão Redlich ficou levemente ferido.
Às 00h50, o Westfalen visualizou o HMS Broke e brevemente o atacou com suas armas secundárias; em cerca de 45 segundos ela disparou treze projéteis de 150 e 88 milímetros antes de se virar. O Broke foi atacado por outros navios de guerra alemães, incluindo o cruzador Rostock; ele foi atingido pelo menos sete vezes e sofreu 42 mortos, seis desaparecidos e 34 feridos. Um oficial a bordo do cruzador ligeiro Southampton descreveu o Broke como "um caos absoluto". Apesar dos sérios danos infligidos, o Broke conseguiu retirar-se da batalha e chegar ao porto. Pouco depois das 01h00, os holofotes do Westfalen detectaram o destróier Fortune, que foi destruído e incendiado em questão de segundos pelo Westfalen e Rheinland. Eles também conseguiram afundar o contratorpedeiro britânico Turbulent.
Apesar da ferocidade dos combates noturnos, a Frota de Alto Mar derrotou as forças de contratorpedeiros britânicos e chegou ao recife de Horns às 4h00 do dia 1º de junho. Com o Westfalen na liderança, a frota alemã chegou a Wilhelmshaven algumas horas depois, onde o couraçado e dois dos seus irmãos tomaram posições defensivas no ancoradouro exterior. Ao longo da batalha, o navio disparou cinquenta e um projéteis de 280 milímetros, 176 projéteis de 150 milímetros, e 106 projéteis de 88 milímetros. Os trabalhos de reparação seguiram-se imediatamente em Wilhelmshaven e foram concluídos em 17 de junho.

#### Ataque de 18 a 19 de agosto
Outro avanço da frota ocorreu de 18 a 22 de agosto, durante o qual o I Os cruzadores de batalha do Grupo de Reconhecimento deveriam bombardear a cidade costeira de Sunderland na tentativa de atrair e destruir os cruzadores de batalha de Beatty. Como apenas dois dos quatro cruzadores de batalha alemães ainda estavam em condições de combate, três encouraçados foram designados ao Grupo de Reconhecimento para a operação: Markgraf, Grosser Kurfürst e o recém-comissionado Bayern. A Frota de Alto Mar, incluindo o Westfalen na retaguarda da linha, ficaria atrás e forneceria cobertura. No entanto, às 06h00 do dia 19 de agosto, o Westfalen foi torpedeado pelo submarino britânico E23, cerca de 100 quilômetros ao norte de Terschelling. O navio inundou aproximadamente 800 toneladas de água, mas a antepara antitorpedo aguentou. Três torpedeiros foram destacados da frota para escoltar o navio danificado de volta ao porto; o Westfalen fez 14 nós (26 quilômetros por hora) na viagem de volta. Os britânicos estavam cientes dos planos alemães e enviaram a Grande Frota para enfrentá-los. Às 14h35, o Almirante Scheer foi avisado da aproximação da Grande Frota e, não querendo enfrentar toda a Grande Frota apenas 11 semanas após o quase acidente na Jutlândia, voltou suas forças e recuou para os portos alemães.  Os reparos no Westfalen duraram até 26 de setembro.
Após os trabalhos de reparação, o Westfalen foi brevemente ao Mar Báltico para treinamento, antes de retornar ao Mar do Norte em 4 de outubro. A frota avançou então até Dogger Bank em 19 e 20 de outubro. O navio permaneceu no porto durante a maior parte de 1917. O navio não participou ativamente da Operação Albion no Báltico, embora estivesse estacionado ao largo de Apenrade para evitar uma possível incursão britânica na área.

#### Expedição à Finlândia
Em 22 de fevereiro de 1918, o Westfalen e o Rheinland foram incumbidos de uma missão na Finlândia para dar suporte às unidades do exército alemão que seriam enviadas para lá. Os finlandeses estavam envolvidos em uma Guerra Civil entre os brancos e os vermelhos. Em 23 de fevereiro, os dois navios enfrentaram o 14º Batalhão Jäger e, no início de 24 de fevereiro, partiram para Åland. Åland seria uma base operacional avançada, a partir da qual o porto de Hanko seria protegido, após um ataque à capital Helsinque. A força-tarefa chegou às Ilhas Åland em 5 de março, onde encontrou os navios de defesa costeira suecos Sverige, Thor e Oscar II. Seguiram-se negociações que resultaram no desembarque das tropas alemãs em Åland em 7 de março; o Westfalen depois retornou a Danzig.
O Westfalen permaneceu em Danzig até 31 de março, quando partiu para a Finlândia com o Posen; os navios chegaram a Russarö, que era a defesa externa de Hanko, em 3 de abril. O exército alemão rapidamente tomou o porto. A força-tarefa seguiu então para Helsingfors; em 9 de abril, o Westfalen cercou Reval, organizando a força de invasão. Dois dias depois, o navio atracou no porto de Helsingfors e desembarcou os soldados; o navio apoiou seu avanço com seus canhões principais. Os Guardas Vermelhos foram derrotados em três dias. O navio permaneceu em Helsingfors até 30 de abril, altura em que o governo Branco já estava firmemente instalado no poder.
Após a operação, o Westfalen retornou ao Mar do Norte, onde se juntou ao I Esquadrão de Batalha. Em 11 de agosto, o Westfalen, Posen, Kaiser e Kaiserin navegaram em direção a Terschelling para apoiar as patrulhas alemãs na área. Durante a viagem, o Westfalen sofreu sérios danos em suas caldeiras que reduziram sua velocidade para 16 nós (30 quilômetros por hora). Após retornar ao porto, ele foi desativado e empregado como navio de treinamento de artilharia.

### Destino
Após o colapso alemão em novembro de 1918, uma parte significativa da Frota de Alto Mar foi internada em Scapa Flow sob os termos do Armistício. O Westfalen e seus três irmãos — os mais antigos dreadnoughts da marinha alemã — não estavam entre os navios listados para internamento, então permaneceram em portos alemães. Durante o internamento, uma cópia do The Times informou ao comandante alemão, o contra-almirante Ludwig von Reuter, que o Armistício expiraria ao meio-dia de 21 de junho de 1919, prazo final para a Alemanha assinar o tratado de paz. Reuter acreditava que os britânicos pretendiam capturar os navios alemães após o término do Armistício. Para evitar isso, ele decidiu afundar seus navios na primeira oportunidade. Na manhã de 21 de junho, a frota britânica deixou Scapa Flow para realizar manobras de treinamento; às 11h20, Reuter transmitiu a ordem aos seus navios.
Como resultado do naufrágio em Scapa Flow, os Aliados exigiram substituições para os navios que haviam sido afundados. O Westfalen foi retirado da lista naval alemã em 5 de novembro de 1919 e posteriormente entregue aos Aliados sob o nome contratual "D" em 5 de agosto de 1920. O navio foi então vendido para desmanteladores de navios em Birkenhead, onde foi desmontado para sucata em 1924.